# L'ultimo atto
L'ultimo atto (Der letzte Akt) è un film del 1955 diretto da Georg Wilhelm Pabst.
Basato sul diario Ten Days to Die, scritto nel 1950 dal giurista e politico americano Michael Musmanno, è stato il primo film tedesco ad occuparsi della figura di Adolf Hitler, di cui ripercorre gli ultimi giorni nel Führerbunker.
Durante la lavorazione, il regista si avvalse dei consigli di Traudl Junge, l'ultima segretaria di Adolf Hitler che partecipò alle riprese in qualità di consulente.
L'uscita del film anticipò di poche settimane quella di Accadde il 20 luglio, sempre diretto da Pabst e incentrato sul fallito attentato a Hitler del 20 luglio 1944. L'attore Willy Krause interpretò la parte di Joseph Goebbels in entrambi i film, mentre Erik Frey rivestì il ruolo del generale Wilhelm Burgdorf in L'ultimo atto e quello del generale Friedrich Olbricht in Accadde il 20 luglio.

## Trama
Berlino, 1945. Il crollo della Germania nazista è imminente e le truppe tedesche si ritirano, incapaci di arrestare la marcia inesorabile dei sovietici. Adolf Hitler trascorre le sue ultime ore nel "bunker" ricavato sotto il palazzo della Cancelleria, circondato dal suo stato maggiore. Il dittatore continua a lanciare i suoi ordini deliranti e nel tentativo di fermare la marcia del nemico fa allagare la ferrovia sotterranea sotto la Sprea, causando la morte di migliaia di berlinesi. Mentre fuori risuona il rumore del bombardamenti, molti dei suoi seguaci cercano di sottrarsi al pensiero dell'incombente tragedia abbandonandosi ad un'orgia sfrenata.

## Distribuzione
Il film è stato distribuito in Germania Ovest e in Austria rispettivamente il 14 e il 15 aprile 1955.

### Date di uscita
- Germania Ovest (Der letzte Akt) - 14 aprile 1955
- Austria (Der letzte Akt) - 15 aprile 1955
- Belgio (Hitler's laatste dagen) - 16 settembre 1955
- Danimarca (Sidste akt) - 3 ottobre 1955
- Francia (La fin d'Hitler) - 14 ottobre 1955
- Svezia (Hitlers sista dagar) - 2 novembre 1955
- Finlandia (Hitlerin viimeiset päivät) - 4 novembre 1955
- USA (The Last Ten Days) - 11 aprile 1956